# Папа (місто)
Па́па (угор. Pápa) — місто в Угорщині, у медьє Веспрем.

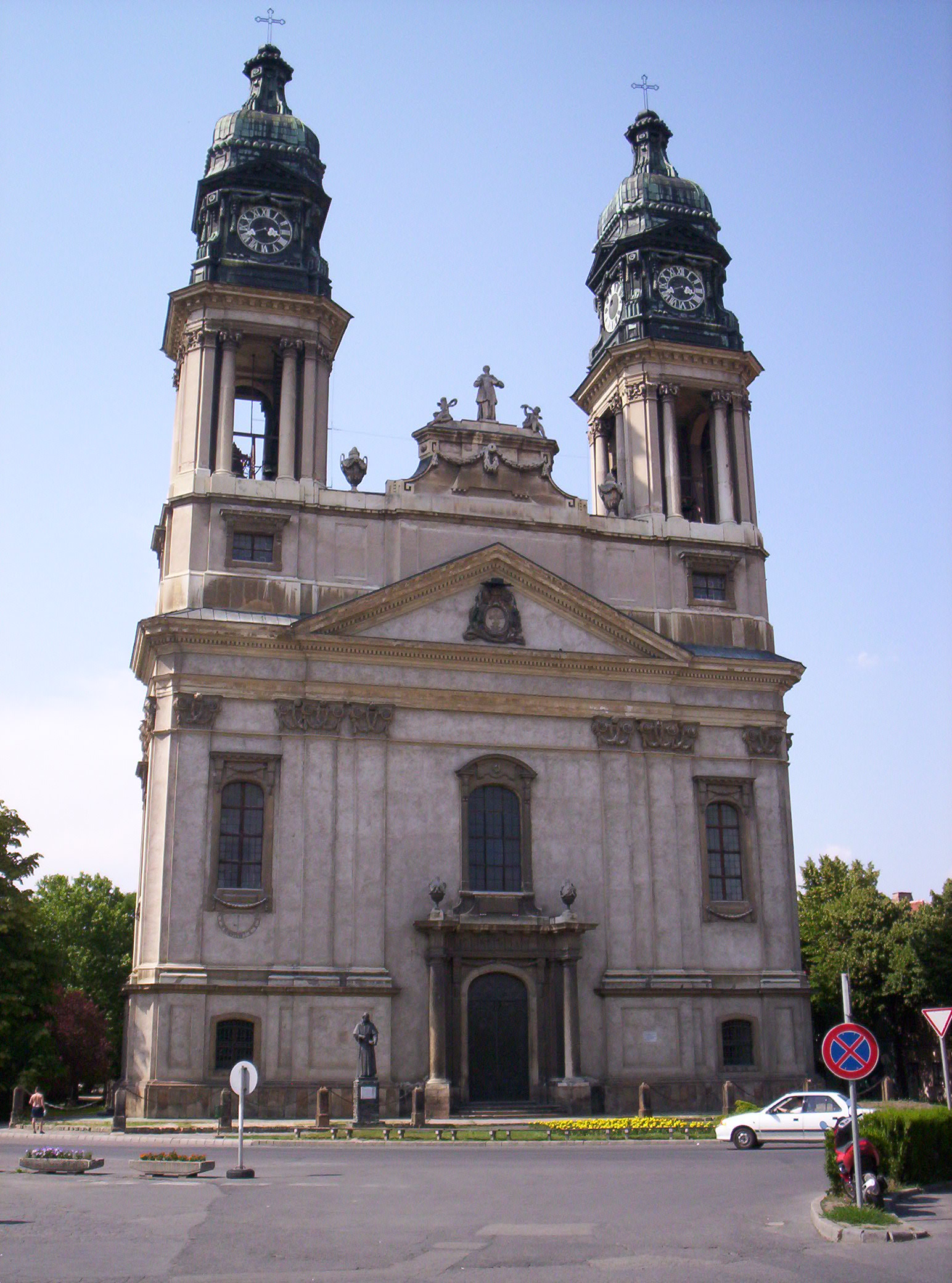
Собор св. Стефана

Місто Папа розташоване на північ від горбистої гряди Баконь. Воно знаходиться за 40 кілометрів на північний захід від столиці медьє — Веспрема та за 40 кілометрах на південь від Дьйора. Папа — залізничний вузол, дороги ведуть в Сомбатхей, Татабанью, Дьйор і Чорну. Автодороги пов'язують місто з навколишніми містами.
Населення міста значною мірою становлять нащадки німецьких переселенців, які прибули сюди в XVIII столітті після звільнення Угорщини від турків.

## Пам'ятки
- Палац Естерхазі
- Католицький собор св. Стефана
- Кальвіністська церква
- Синагога